# Iran aux Jeux paralympiques d'été de 2016
L'Iran participe aux Jeux paralympiques d'été de 2016 à Rio de Janeiro. Il s'agit de la huitième participation de ce pays aux Jeux paralympiques d'été.
La délégation iranienne est endeuillée par le décès de son cycliste Bahman Golbarnezhad, mort d'un arrêt cardiaque après une chute durant l'épreuve sur route le 17 septembre. C'est le premier décès d'un athlète en compétition dans l'histoire des Jeux paralympiques.